# Elymus apricus
Elymus apricus är en gräsart som beskrevs av Áskell Löve och Henry Eamonn Connor. Elymus apricus ingår i släktet elmar, och familjen gräs. Inga underarter finns listade i Catalogue of Life.